# 石川県道141号熊坂今出線
石川県道141号熊坂今出線（いしかわけんどう141ごう くまさかいまでせん）とは、石川県加賀市内を通る一般県道（石川県道）である。

## 概要
- 起点：石川県加賀市熊坂町ヤ15番1地先（＝石川県道61号加賀インター線交点）
- 終点：石川県加賀市今出町9番地先（＝大聖寺関町交差点・国道305号（国道365号重複、石川県道5号福井加賀線重複）交点）

概ね、北東に進む。起点の熊坂町から、白望台団地や加賀市立錦城中学校前を通り、終点に至る。
終点付近のバイパスを除き旧国道8号を踏襲。
　

## 歴史
- 1960年（昭和35年）10月15日：路線認定。

## 接続道路
- 石川県道61号加賀インター線（石川県加賀市熊坂町：起点）
- 国道305号（国道365号重複、石川県道5号福井加賀線重複）（同市今出町・大聖寺関町交差点：終点）

## 通過する自治体
- 石川県
  - 加賀市